# Чинквемиљија (Перуђа)
Чинквемиљија је насеље у Италији у округу Перуђа, региону Умбрија.
Према процени из 2011. у насељу је живело 472 становника. Насеље се налази на надморској висини од 290 м.